# Acuamanala de Miguel Hidalgo
Acuamanalade Miguel Hidalgo là một đô thị thuộc bang Tlaxcala, México. Năm 2005, dân số của đô thị này là 5081 người.